# Ouverture sportive
Ouverture sportive is een compositie voor fanfareorkest van de Nederlandse componist Henk van Lijnschooten.

## Geschiedenis/Onderwerp
Henk van Lijnschooten schreef zijn Ouverture sportive niet ter gelegenheid van één of andere grootse sportmanifestatie. De titel werd gekozen in functie van de opvatting (ouverture) en het karakter (sportive) van het werk. Het bespelen van een blaasinstrument, zo stelt de componist, kun je met sport vergelijken. Het is helemaal gebaseerd op het juiste gebruik van bepaalde spieren en vingervlugheid is daarbij natuurlijk van belang. Maar wat bij blaasinstrumenten veel belangrijker is, is de ademhalingstechniek. Een tweede aanleiding tot de titel van dit werk is het gegeven dat elke groep uit het orkest technische hoogstandjes te verwerken krijgt, een soort topprestatie moet leveren.
Een ouverture is een openingsnummer, dat bij een muziekuitvoering het publiek in de gepaste stemming moet brengen en waarin de mogelijkheden van het orkest tenvolle worden tentoongespreid. De voortdurend wisselende instrumentatie, waardoor de orkestgroepen om beurt op de voorgrond treden en de verschillende combinaties van deze groepen laten ons terdege kennis maken met de klankkleur van het orkest. Daarnaast krijgt de luisteraar ook een demonstratie van de diverse mogelijkheden op gebied van dynamiek (luidheid) en articulatie.

## Muziek
Het thema dat ten grondslag ligt aan deze sportieve prestaties heeft een kloek, mannelijk motief, en is gebaseerd op kwarten en kwinten. Na de verwerking van dit gegeven, waarbij een tweetal thema's worden ontwikkeld, wordt in het tweede gedeelte van deze ouverture een thema met zeven variaties voorgesteld. Dit hoofdgegeven is een koraalachtige melodie. Hierin stellen bijvoorbeeld de bugels, begeleid door de tuba's; de saxofoons in een tweetal variaties, het één lyrisch, het ander zeer virtuoos; het slagwerk met trompetten en trombones en de kornet hun solistische opgave voor. De zevende variatie is opzwepend van karakter. Vlug en virtuoos tot aan het slot. Opvallend is een melodisch motief dat is afgeleid van psalm 150. Het tweede vers van deze psalm luidt: Looft God met bazuinklank, hetgeen binnen de fanfare toepasselijk wordt uitgebeeld.

## Discografie
Dit werk werd op cd opgenomen door de Koninklijke Fanfare Kempenbloei uit Achel onder leiding van Luc Beckers op het label Eurosound ES 47016 - Kon. Fanfare Kempenbloei Achel in Concert (1991).

## Orkestratie
| Houtinstrumenten      | Koperinstrumenten               | Slagwerk (Percussie)           |
| --------------------- | ------------------------------- | ------------------------------ |
| sopraansaxofoons I+II | flügelhorn/kornet in es         | pauken                         |
| altsaxofoons I+II     | flügelhorn in bes solo+I+II+III | xylofoon, glockenspiel         |
| tenorsaxofoons I+II   | kornet in bes I+II              | grote trom, kleine trom        |
| baritonsaxofoon       | trompetten I+II+III             | crashbekkens, hangende bekkens |
|                       | hoorns I+II+III+IV              | tamboerijn                     |
|                       | trombones I+II+III              |                                |
|                       | bariton (vioolsleutel)          |                                |
|                       | eufonium                        |                                |
|                       | tuba I in Es                    |                                |
|                       | tuba II in Bes                  |                                |